# Élections législatives grecques de juin 2023
Pour les articles homonymes, voir élections législatives grecques de 2023.
Les élections législatives grecques de juin 2023 ont lieu le 25 juin 2023 afin de renouveler pour quatre ans les 300 députés du Parlement grec.
Les élections ont lieu de manière anticipée moins de deux mois après les précédentes en mai. Ces dernières voient la victoire du parti Nouvelle Démocratie du Premier ministre sortant Kyriákos Mitsotákis face à une opposition divisée. Le parti SYRIZA de l'ex-Premier ministre Aléxis Tsípras connaît un net recul, au profit notamment du PASOK - Mouvement pour le changement de Níkos Androulákis. Ne disposant pas pour autant d'une majorité absolue des sièges, Mitsotákis appelle à de nouvelles élections. Organisées par le gouvernement par intérim de Ioánnis Sarmás, ces dernières voient le retour à un système proportionnel avec prime majoritaire.
Le scrutin est une victoire pour Nouvelle Démocratie, qui conserve son avance de mai face à une opposition désunie. Le parti remporte la prime majoritaire dans son intégralité, atteignant ainsi la majorité absolue des sièges qui permet à Kyriákos Mitsotákis de retrouver le poste de Premier ministre. 
La seconde défaite consécutive de Syriza provoque par ailleurs le départ de son chef historique, Aléxis Tsípras, qui renonce à se maintenir à la tête du parti.

## Contexte

### Gouvernement Kyriákos Mitsotákis

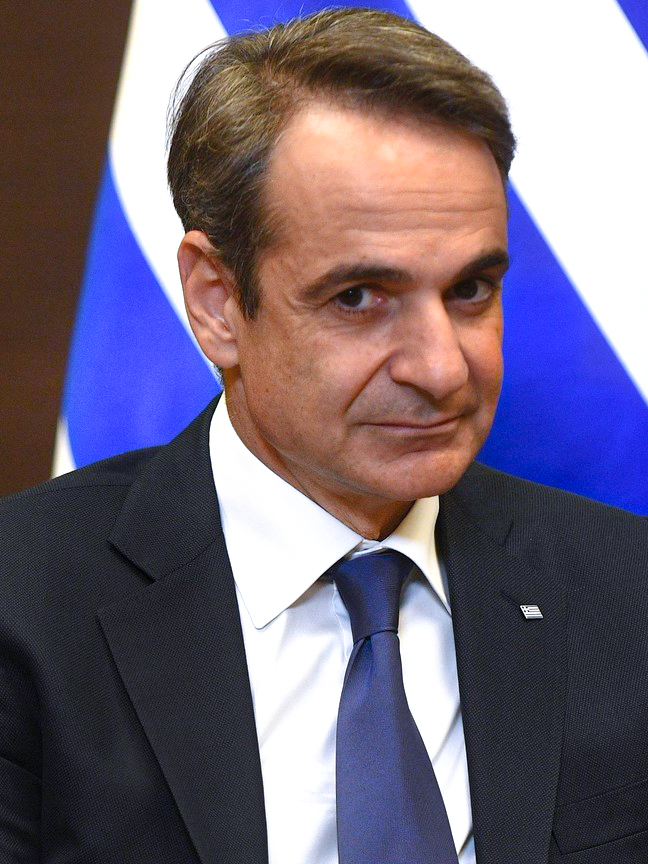
Kyriákos Mitsotákis

Les élections législatives de juillet 2019 voient la défaite du parti SYRIZA du Premier ministre sortant Aléxis Tsípras. Portée par ses victoires aux élections européennes et locales organisées quelques mois plus tôt, le parti Nouvelle Démocratie (ND) arrive largement en tête
,. Avec un peu plus de 39 % des suffrages, il décroche la majorité absolue des sièges grâce à l'attribution d'une prime majoritaire au parti arrivé en tête. Son dirigeant, Kyriákos Mitsotákis, remplace Aléxis Tsípras au poste de Premier ministre. Arrivée deuxième, SYRIZA est suivie du Mouvement pour le changement (KINAL) et du Parti communiste, tandis que l'ancien partenaire de coalition de SYRIZA, le parti des Grecs indépendants, s'abstient de participer au scrutin.
Courant novembre 2021, le Premier ministre fait l'objet d'un important scandale d'affaires d'écoutes téléphoniques. Une enquête menée par le journaliste Dimítri Terzí pour le compte du Le journal des rédacteurs (Efimerída ton Syndaktón) révèle en effet que des personnalités publiques, des journalistes et des politiciens — dont le nouveau dirigeant du KINAL Nikos Androulakis — ont été mises sous écoute téléphonique via un logiciel espion en dehors de tout cadre légal. L'affaire, qui déclenche la formation d'une Commission d'enquête du Parlement européen, est à nouveau alimentée un an plus tard par le journal Documento, qui accuse Kyriákos Mitsotákis d'avoir fait placé sous écoute un total de trente trois personnalités dont plusieurs de ses ministres ainsi que des dirigeants de parti politique. Le journal s'appuie sur des sources au sein des services de renseignement grecs, conduisant son directeur de publication, Kostas Vaxevanis, a accuser le Premier ministre d'être le « cerveau » du réseau de surveillance d'un « État paranoïaque ». L'affaire amène l'ensemble de l'opposition à demander la démission de Mitsotákis. Celui-ci se défend en reconnaissant l'existence du réseau mais en niant toute implication dans sa mise en œuvre, qualifiant les accusations du journal d'« honteuses, calomnieuses et inacceptables ». En tant que chef de l'opposition, Aléxis Tsípras finit par déposer le 26 janvier une motion de censure à l'encontre du gouvernement. La motion est cependant rejetée le lendemain par 156 voix contre sur 300, le Premier ministre parvenant à conserver le soutien de son parti, toujours majoritaire à la « Voulí ». Le scandale nuit cependant gravement aux relations de Nouvelle Démocratie avec le Mouvement pour le changement, alors même qu'Aléxis Tsípras se déclare ouvert à la formation d'une coalition avec ces derniers.

### Événements récents

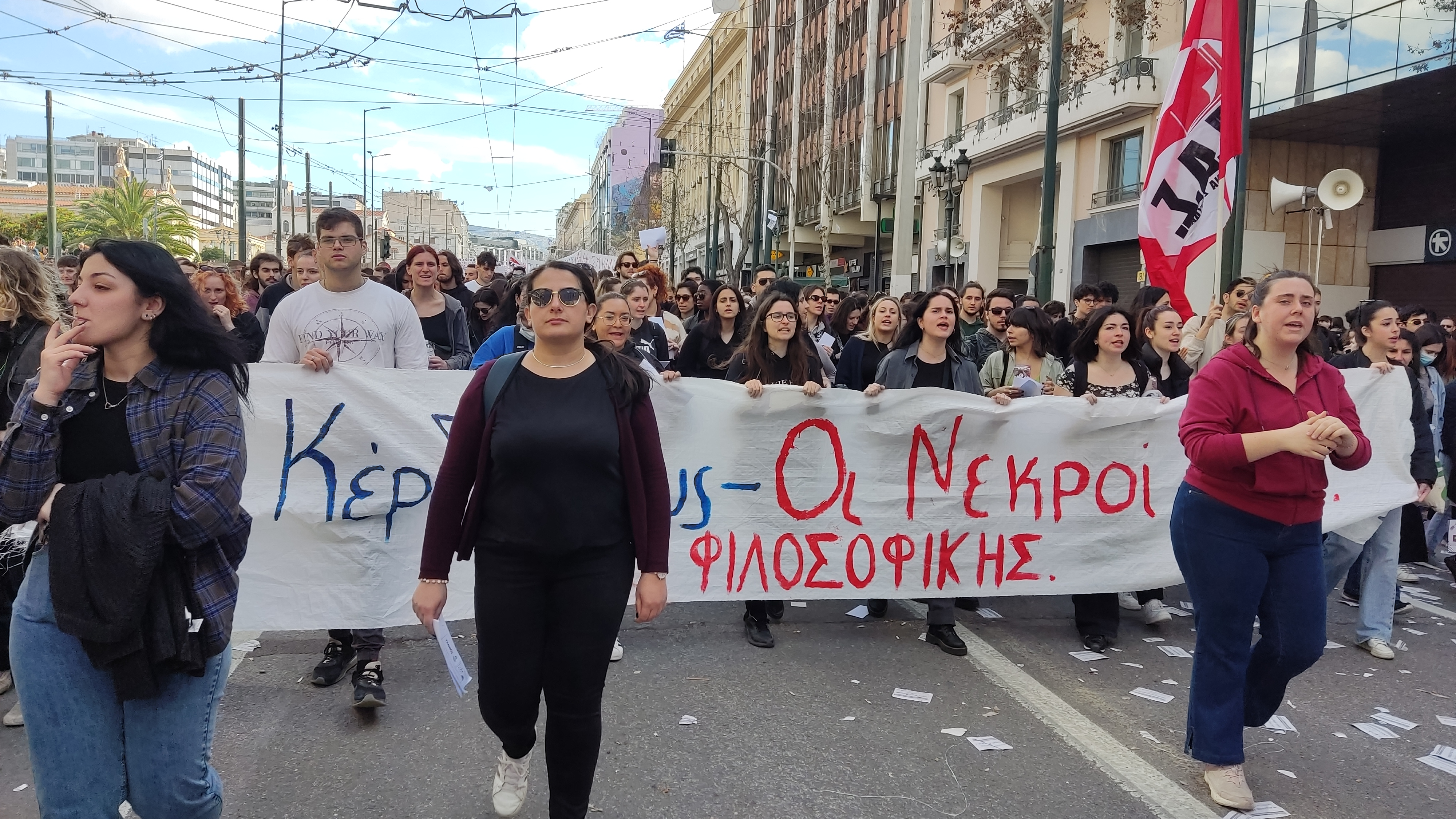
Manifestation à Athènes le 8 mars 2023 à la suite de l'accident ferroviaire de Larissa

Le gouvernement fait par ailleurs face à l'indignation de la population lors de l'acquittement en octobre 2022 d'anciens responsables de l'entreprise allemande Siemens. Acquittés en appel, ces derniers étaient poursuivis pour corruption dans le cadre de l'une des plus grosses affaires de ce genre qu'ait connues le pays, Siemens ayant reçu d'importants contrats de modernisation du réseau téléphonique dont les montants auraient été artificiellement augmentés en l'échange du versement de pots-de-vin. Le surcoût pour le pays, estimé à environ deux milliards d'euros, provoque une indignation amplifiée par les difficultés économiques de la population dans le contexte de l'austérité imposée par la crise de la dette publique qui touche alors le pays. Le gouvernement se défend sur ce terrain économique en mettant en avant son bilan en la matière, avec une maitrise de l'inflation et la mise en place de subventions sur les prix de premières nécessités afin de soutenir les ménages précaires.
Les élections législatives ont également lieu dans le contexte de l'invasion de l'Ukraine par la Russie en février 2022 et du regain de tensions avec le voisin turc quant au contentieux en mer Égée sur fond de découverte de gisements d'hydrocarbures. Le violent séisme qui touche la Turquie début février 2023 amène cependant à une accalmie des relations entre les deux pays, qui renouvellent une tradition d’assistance mutuelle face aux catastrophes naturelles.
Trois mois avant le scrutin, début février 2023, le Parlement vote un amendement à la loi électorale interdisant aux partis dont les dirigeants ont été condamnés pour appartenance à une organisation criminelle de participer aux élections. L'amendement vise ouvertement le nouveau parti d’extrême droite « Les Hellènes » de l'ancien porte-parole d'Aube dorée, Ilías Kassidiáris, condamné en 2020 à 13 ans de prison ferme sous ce motif. Selon les sondages, le parti disposait tout juste d'assez d'intentions de votes pour espérer obtenir des sièges.
Le 28 février 2023, un accident ferroviaire se produit à hauteur de Larissa, causant la mort de 57 passagers. Cette catastrophe suscite une immense émotion doublée d'une colère au sein de la population. De nombreuses manifestations sont organisées dans les semaines qui suivent, réunissant plusieurs dizaines de milliers de personnes,. Les manifestants dénoncent l'incurie du système ferroviaire grec, en partie privatisé à la demande de l'Union européenne dans le cadre de la crise de la dette publique, et plus généralement « le délabrement du secteur public ». L'accident de Larissa constitue un tournant dans la période précédant les élections, Nouvelle démocratie connaissant dès lors un net décrochage dans les sondages d'opinions
Trois semaines après le drame, le Premier ministre annonce la tenue des élections législatives au mois de mai, soit avec deux mois d'avance sur le terme naturel de la législature, mais un mois plus tard que ce qu'il aurait initialement souhaité.

### Élections législatives de mai 2023

Résultats par circonscription en mai 2023

Les élections ont lieu peu de temps après celle organisées le 21 mai 2023, qui voient la victoire de Nouvelle Démocratie. Arrivée largement en tête, cette dernière manque cependant de peu la majorité absolue des sièges du fait d'un nouveau mode de scrutin, entièrement proportionnel, sans prime majoritaire pour la première fois depuis 1990. L'opposition, divisée, ne parvient pas à prendre le dessus. Malgré des sondages favorables, le parti SYRIZA de l'ex-Premier ministre Aléxis Tsípras chute lourdement et recueille deux fois moins de suffrages que Nouvelle Démocratie. Ce recul profite notamment au PASOK-KINAL de Níkos Androulákis, qui augmente de moitié sa représentation parlementaire. Solution grecque (EL) progresse légèrement, tandis que le Front de désobéissance réaliste européen (MeRA25) échoue à franchir le seuil électoral de 3 % et perd toute représentation au Parlement. Bénéficiant de la mise hors la loi d'une large part de l’extrême droite, le Mouvement démocrate patriote - Victoire (NIKH) frôle les 3 % sans pour autant les franchir,,.
Le scrutin est une victoire pour Kyriákos Mitsotákis. Si sa formation n'obtient pas seule la majorité, les bons résultats de Nouvelle Démocratie ainsi que la désunion de l'opposition bloquent en effet la formation d'un gouvernement sans sa participation. Le Premier ministre se retrouve ainsi en position de bloquer les négociations, ce qui lui permet de mettre en œuvre son projet annoncé de tenue de nouvelles élections. Après les refus successifs de Níkos Androulákis et d'Aléxis Tsípras de tenter de former un nouvel exécutif, la présidente de la République Ekateríni Sakellaropoúlou nomme le président de la Cour des comptes Ioánnis Sarmás au poste de Premier ministre le 24 mai, et le charge de former un gouvernement d'intérim en vue de l'organisation des nouvelles élections en juin,. Ces dernières voient le retour à un système de prime majoritaire qui, bien qu’atténué par rapport au système auparavant en vigueur, devrait permettre à Nouvelle Démocratie d'obtenir, seule, la majorité absolue si elle renouvelle ses résultats,,.

## Système électoral

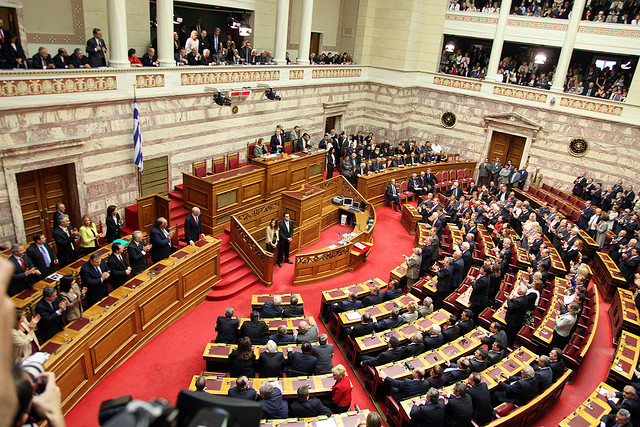
Hémicycle du Parlement.

La République hellénique est dotée d'un Parlement monocaméral, également appelé « Voulí », composé de 300 sièges pourvus pour quatre ans selon un mode de scrutin principalement proportionnel auquel peut s'adjoindre une prime majoritaire. Les députés sont ainsi élus au scrutin proportionnel plurinominal avec listes ouvertes et seuil électoral de 3 % dans 59 circonscriptions électorales. L'une d'entre elles, représentant douze sièges, couvre l'ensemble du pays, tandis que les autres le découpent à raison de 1 à 18 sièges par circonscription, en fonction de leurs populations. Parmi celles ci, sept ne comportent ainsi qu'un seul siège. Le mode de scrutin dans ces dernières y est par conséquent de facto uninominal majoritaire à un tour,.
Supprimée par la réforme de la loi électorale de juillet 2016, qui avait entre autres abaissée le droit de vote de 18 à 17 ans, la prime majoritaire fait son retour à l'occasion de ces élections, bien que sous une forme allégée. Tout changement de la loi électorale grecque ne s'applique au scrutin directement suivant qu'à condition d'être votée à la majorité qualifiée des deux tiers. A défaut, si elle ne réunit que la majorité absolue, la nouvelle loi entre en vigueur mais ne s'applique qu'après la législature suivante. Votée en 2016 sous le gouvernement de Syriza, la loi de suppression de la prime majoritaire automatique de 50 sièges au parti arrivé en tête échoue à recueillir la majorité des deux tiers, et ne s'applique donc qu'aux élections de mai 2023. Entretemps, les élections de 2019 organisées sous le système avec prime et remportées par Nouvelle démocratie amène ce dernier à voter en 2020 la réinstauration de la prime, mais sans réunir également la majorité qualifiée.

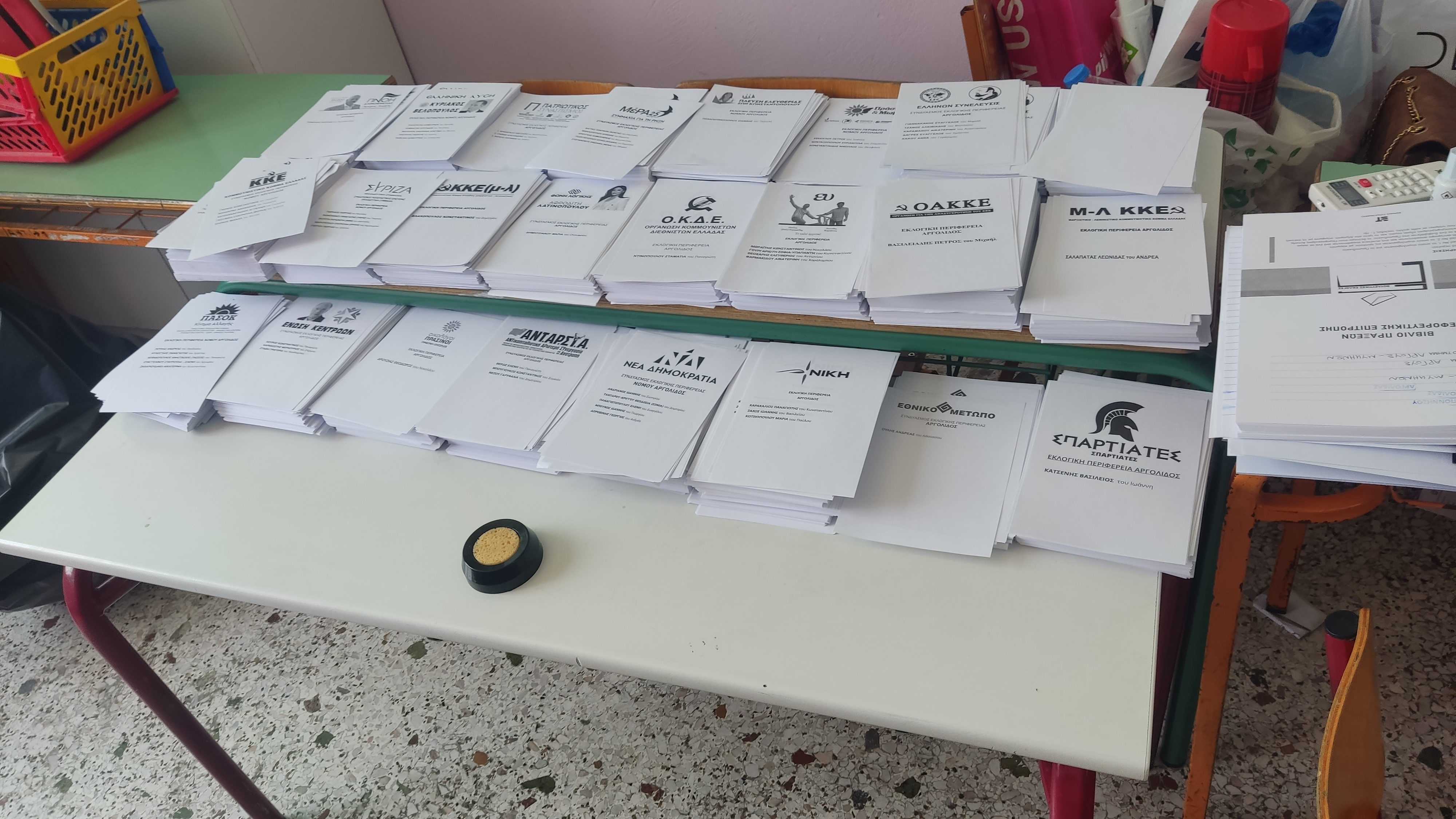
Bulletins disposés dans un bureau de vote lors du scrutin.

Les élections de mai 2023 voient par conséquent l'intégralité des 300 sièges pourvus à la proportionnelle intégrale, selon le système voté par Syriza. Les élections suivantes, celles de juin 2023, sont quant à elles organisées sous la loi ayant rétabli une prime majoritaire. Cette dernière connaît cette fois ci une forme facultative par paliers. Le parti arrivé en tête ne reçoit ainsi une prime qu'à condition de réunir plus de 25 % des suffrages exprimés. La prime est de 20 sièges plus 1 siège par palier de 0,5 % au-dessus de 25 % des voix, jusqu'à un maximum de 50 sièges pour un total de 40 % des voix. Le reste variable des sièges est attribué à la proportionnelle de manière que le total soit toujours de 300.
Les listes étant dites ouvertes, les électeurs ont la possibilité d'effectuer un vote préférentiel pour un maximum de quatre candidats issus de la liste pour laquelle ils votent, afin de les faire monter en place dans celle-ci. Une fois les bulletins dépouillés, les sièges à la proportionnelle sont répartis selon la méthode de Hagenbach-Bischoff entre toutes les listes ayant franchi le seuil de 3 % des votes valides, et les candidats ayant recueilli le plus de voix en leur nom dans chacune des listes se voient attribuer un siège en priorité.
L'âge minimal pour se présenter à la députation est de 25 ans. Le vote est obligatoire pour tous les électeurs de moins de 70 ans, avec une peine de prison théorique allant de un mois à un an, mais aucune condamnation n'a jamais eu lieu. Depuis 2019, l'âge d'obtention du droit de vote est de dix-sept ans, et les Grecs de la diaspora ayant vécu au moins deux ans en Grèce dans les trente-cinq dernières années et ont payé des impôts l'année précédant le scrutin peuvent participer au vote dans la circonscription nationale.

## Sondages

## Forces en présence
| Parti | Parti                                                                                     | Idéologie | Chef de file         | Résultats précédents        |
| ----- | ----------------------------------------------------------------------------------------- | --- | -------------------- | --------------------------- |
|       | Nouvelle Démocratie Néa Dimokratía (ND)                                                   | Centre droit à droite Libéral-conservatisme, démocratie chrétienne, europhilie                                         | Kyriákos Mitsotákis  | 40,79 % des voix 146 sièges |
|       | Coalition de la gauche radicale Synaspismós Rizospastikís Aristerás (SYRIZA)              | Gauche Socialisme démocratique, populisme de gauche, euroscepticisme, patriotisme économique                           | Aléxis Tsípras       | 20,07 % des voix 71 sièges  |
|       | PASOK - Mouvement pour le changement PASOK – Kinima Allagis (PASOK-KINAL)                 | Centre gauche Social-démocratie, Social-libéralisme, europhilie                                                        | Níkos Androulákis    | 11,46 % des voix 41 sièges  |
|       | Parti communiste de Grèce Kommounistiko Komma Elladas (KKE)                               | Extrême gauche Communisme, marxisme-léninisme, euroscepticisme                                                         | Dimítris Koutsoúmbas | 7,23 % des voix 26 sièges   |
|       | Solution grecque Ellinikí Lýsi (EL)                                                       | Droite à extrême droite National-conservatisme, nationalisme, conservatisme sociétal, euroscepticisme, antisystème     | Kyriákos Velópoulos  | 4,45 % des voix 16 sièges   |
|       | Mouvement démocrate patriote - Victoire Δημοκρατικό Πατριωτικό Κίνημα (NIKH)              | Droite à extrême droite Nationalisme grec, droite chrétienne, conservatisme social, anti-immigration, antisystème      | Dimitrios Natsios    | 2,92 % des voix 0 sièges    |
|       | Cap sur la liberté Πλεύση Ελευθερίας (PE)                                                 | Gauche radicale à extrême gauche Socialisme, nationalisme de gauche, antisystème, populisme de gauche, euroscepticisme | Zoé Konstantopoúlou  | 2,89 % des voix 0 sièges    |
|       | Front de désobéissance réaliste européen Μétopo Evropaikís Realistikís Anypakoís (MeRA25) | Gauche radicale à extrême gauche Altermondialisme, post-capitalisme                                                    | Yánis Varoufákis     | 2,63 % des voix 0 sièges    |
|       | Spartiates Σπαρτιάτες                                                                     | Extrême droite Nationalisme grec, ultranationalisme, antisystème, conservatisme social, anti-immigration               | Vassílis Stíngas     | Absent                      |

## Résultats
|                        |                                                            |           |       |               |        |               |
| Parti                  | Parti                                                      | Voix      | %     | +/-           | Sièges | +/-           |
|                        | Nouvelle Démocratie (ND)                                   | 2 115 322 | 40,56 | 0,23          | 158    | 12            |
|                        | SYRIZA                                                     | 930 013   | 17,83 | 2,23          | 47     | 24            |
|                        | PASOK - Mouvement pour le changement (PASOK-KINAL)         | 617 487   | 11,84 | 0,40          | 32     | 9             |
|                        | Parti communiste de Grèce (KKE)                            | 401 224   | 7,69  | 0,46          | 21     | 5             |
|                        | Spartiates                                                 | 243 922   | 4,68  | N/a           | 12     | 12            |
|                        | Solution grecque (EL)                                      | 231 491   | 4,44  | 0,01          | 12     | 4             |
|                        | Mouvement démocrate patriote - Victoire (NIKH)             | 193 124   | 3,70  | 0,78          | 10     | 10            |
|                        | Cap sur la liberté (PE)                                    | 165 523   | 3,17  | 0,28          | 8      | 8             |
|                        | Front de désobéissance réaliste européen (MeRA25)          | 130 178   | 2,50  | 0,13          | 0      | en stagnation |
|                        | Coalition patriotique                                      | 25 858    | 0,50  | Nv            | 0      | en stagnation |
|                        | Voix de la raison (FL)                                     | 22 347    | 0,43  | Nv            | 0      | en stagnation |
|                        | Verts écologistes                                          | 21 188    | 0,41  | 0,19          | 0      | en stagnation |
|                        | Mouvement EY                                               | 17 181    | 0,33  | Nv            | 0      | en stagnation |
|                        | Antarsya                                                   | 15 887    | 0,30  | 0,24          | 0      | en stagnation |
|                        | Prasino+Mov                                                | 15 725    | 0,30  | Nv            | 0      | en stagnation |
|                        | Union des centristes (EK)                                  | 14 781    | 0,28  | 0,1           | 0      | en stagnation |
|                        | Souffle de démocratie                                      | 14 286    | 0,27  | 0,2           | 0      | en stagnation |
|                        | Mouvement des pauvres                                      | 13 652    | 0,26  | 0,05          | 0      | en stagnation |
|                        | Parti communiste de Grèce (Marxiste-léniniste) (KKE (m-l)) | 9 420     | 0,18  | 0,04          | 0      | en stagnation |
|                        | Assemblée hellénique                                       | 6 408     | 0,12  | 0,1           | 0      | en stagnation |
|                        | Parti communiste marxiste-léniniste de Grèce (M-L KKE)     | 4 250     | 0,08  | 0,01          | 0      | en stagnation |
|                        | Front national                                             | 2 965     | 0,06  | Nv            | 0      | en stagnation |
|                        | Organisation des communistes internationalistes (OKDE)     | 1 374     | 0,03  | en stagnation | 0      | en stagnation |
|                        | Autres partis (6)                                          | 1 401     | 0,02  | –             | 0      | en stagnation |
|                        |                                                            |           |       |               |        |               |
| Suffrages exprimés     | Suffrages exprimés                                         | 5 215 207 | 98,89 |               |        |               |
| Votes invalides        | Votes invalides                                            | 32 219    | 0,61  |               |        |               |
| Votes blancs           | Votes blancs                                               | 26 273    | 0,50  |               |        |               |
| Total                  | Total                                                      | 5 273 699 | 100   | –             | 300    | en stagnation |
| Abstentions            | Abstentions                                                | 4 695 017 | 46,16 |               |        |               |
| Inscrits/Participation | Inscrits/Participation                                     | 9 968 716 | 53,74 |               |        |               |

## Analyse et conséquences

Parti arrivé en tête par circonscription

Le scrutin est une victoire totale pour Nouvelle Démocratie, dont la stratégie de retour forcé aux urnes est validée par les électeurs. En conservant une part de plus de 40 % des voix à peu près inchangée par rapport au scrutin de mai, le parti de Kyriákos Mitsotákis remporte la totalité de la prime majoritaire — soit 50 sièges — et décroche ainsi la majorité absolue avec un total de 158 sièges sur 300. Assuré de reprendre son poste de Premier ministre, Mitsotákis se félicite de cette victoire au soir du scrutin, revendiquant un « mandat fort » pour les « réformes majeures » de son programme, dont il promet d'accélérer la mise en oeuvre,,. Il prête serment pour un deuxième mandat le 26 juin en présence de la présidente de la République Ekateríni Sakellaropoúlou, et forme le Gouvernement Kyriákos Mitsotákis II.
La victoire de ND se produit par ailleurs malgré une montée inattendue des formations sur sa droite. Le scrutin voit ainsi l'entrée au parlement des partis d'extrême droite Mouvement démocrate patriote - Victoire et Spartiates, qui franchissent le seuil électoral de 3 % des suffrages, tandis que Solution grecque se maintient malgré un recul. Si les premiers, anti-vaccination et anti-IVG, se positionnent en ultra-nationalistes favorables aux positions les plus extrêmes de l'église orthodoxe ainsi qu'au régime de Vladimir Poutine en Russie, les Spartiates vont jusqu'à récupérer les positions néonazies de l'ancien parti Aube dorée via le soutien affirmé de son ancien porte parole Ilias Kasidiaris, condamné pour appartenance à une organisation criminelle. A la surprise générale, les trois formations réunissent à elles trois plus de 12 % des suffrages, soit plus que le PASOK - Mouvement pour le changement. Toutes trois anti-migration, leur progression intervient dans le contexte du naufrage d'un bateau de migrants en Mer Ionienne deux semaines auparavant,,.
Le scrutin est un « échec cinglant » pour les forces de gauche dont surtout Syriza, qui essuie un nouveau recul malgré les appels de l'ancien Premier ministre Aléxis Tsípras à empêcher la mise en place d'un « gouvernement incontrôlé » par Nouvelle démocratie. Reconnaissant sa défaite et la fin d'un « grand cycle historique » pour Syriza, Aléxis Tsípras se retrouve affaibli au point de remettre en cause sa position à la tête du parti, augurant de prochaines élections internes. Il annonce le 29 juin l'organisation prochaine d'un congrès au cours duquel il ne sera pas candidat à sa succession. L'ancien trader Stéfanos Kasselákis est élu à la présidence du parti le 24 septembre suivant. L'arrivée à la tête de l'opposition de ce dernier, ouvertement homosexuel, intervient peu après l'engagement du gouvernement de Kyriákos Mitsotákis à légaliser le mariage homosexuel.